# Brzóze
Brzóze – wieś sołecka w Polsce położona w województwie mazowieckim, w powiecie mińskim, w gminie Mińsk Mazowiecki. Leży w północnej części gminy, przy drodze Mińsk Mazowiecki-Stanisławów.
| SIMC    | Nazwa         | Rodzaj    |
| ------- | ------------- | --------- |
| 0681537 | Pod Arynowem  | część wsi |
| 0681543 | Pod Borkiem   | część wsi |
| 0681550 | Pod Cyganką   | część wsi |
| 0681566 | Pod Ładzyniem | część wsi |

Wieś szlachecka Brzóza położona była w drugiej połowie XVI wieku w powiecie garwolińskim ziemi czerskiej województwa mazowieckiego.
W latach 1954–1961 wieś należała i była siedzibą władz gromady Brzóze, po jej zniesieniu w gromadzie Stojadła. W latach 1975–1998 miejscowość administracyjnie należała do województwa siedleckiego.
Wieś liczy około 720 mieszkańców. Na terenie Brzózego znajduje się kapliczka dokumentująca szczęśliwe ocalenie wsi podczas I i II Wojny Światowej. Na pograniczu z Królewcem leży cmentarz żołnierzy niemieckich. W Brzózem przy ulicy Szkolnej działa Szkoła Podstawowa im. M. Konopnickiej. W miejscowości znajduje się Ochotnicza Straż Pożarna, która cieszy się wielkim uznaniem w całym powiecie. W Brzózem mieszkał prezes Polskiego Związku Warcabowego w latach 2005–2013, pan Tadeusz Kosobudzki . Wieś posiada drużynę siatkarską KS OSP Burza Brzóze.
Wierni Kościoła rzymskokatolickiego należą do parafii Miłosierdzia Bożego w Żukowie (powiat miński).
Szkoła Podstawowa w BrzózemPoczątki szkoły podstawowej w Brzózem sięgają roku 1916, kiedy nauki udzielano w prywatnych domach. Szkoła była wtedy dwuklasowa, czterodziałowa. Wszystkie przedmioty wykładał jeden nauczyciel, a sama szkoła nie posiadała pomocy dydaktycznych. W 1921 roku zakupiono plac i postawiono na nim nowy budynek, z trzema pomieszczeniami przeznaczonymi do nauki. Z czasem przybywało uczniów, a w szkole zaczęło nauczać kilku nauczycieli. W okresie wojennym, niektórzy z pedagogów rozpoczęli tajne nauczanie.
20 października 1965 roku Kuratorium Warszawskie nadało szkole nową nazwę, a szkoła zyskała patrona. Od tego dnia oficjalna nazwa szkoły brzmiała: Szkoła Podstawowa imienia Stefanii Sempołowskiej w Brzózem.
7 lutego 1967 roku władze szkolne spotkały się z Komitetem Rodzicielskim w sprawie budowy Domu Nauczyciela. Po pozytywnej decyzji 15 marca 1967 roku zakupiono potrzebną dokumentację, a 16 maja 1967 rozpoczęto budowę. Prace budowlane zakończono w sierpniu 1972 roku. W 1970 roku postanowiono dokonać rozbudowy szkoły o dodatkową salę dydaktyczną oraz kuchnię. W budynku oprócz szkoły podstawowej w latach 1961 - 1963 prowadzony był kurs ogólnokształcący w zakresie szkoły podstawowej ukończony przez 62 osoby. W latach sześćdziesiątych przez dziewięć okresów wakacyjnych w szkole funkcjonowały także "dziecińce" - zajmujące się dziećmi w czasie prac rolnych rodziców gromadząc od 28 do 34 dzieci. W latach 1962–1966 działała tu także Szkoła Przysposobienia Rolniczego, którą ukończyło 66 osób.
Obecny budynek szkoły powstał w 1995 roku. Nauka trwała wówczas siedem lat, w szkole uczyło się 139 uczniów. Poprzedni budynek przez krótki czas pełnił funkcję mieszkań dla nauczycieli, jednak z powodu złego stanu technicznego wkrótce został zburzony.
16 lutego 1999 roku Rada Pedagogiczna, Rada Rodziców i Samorząd Uczniowski, wystąpili do Rady Gminy w Mińsku Mazowieckim, z prośbą, o zmianę patrona szkoły ze Stefanii Sempołowskiej na Marię Konopnicką. Uchwałą Nr VI\39\99 z dnia 3 marca 1999 roku Rada Gminy postanowiła, że od 1 września 1999 roku, nazwa szkoły zmieni się na: Szkoła Podstawowa w Brzózem imienia Marii Konopnickiej.